# Трав'янка лучна
Трав'янка лучна, чекан лучний (Saxicola rubetra) — невеликий комахоїдний горобцеподібний птах, що гніздиться в помірних районах Європи і Азії, а на зиму мігрує до Африки. В Україні гніздовий перелітний птах.

## Опис

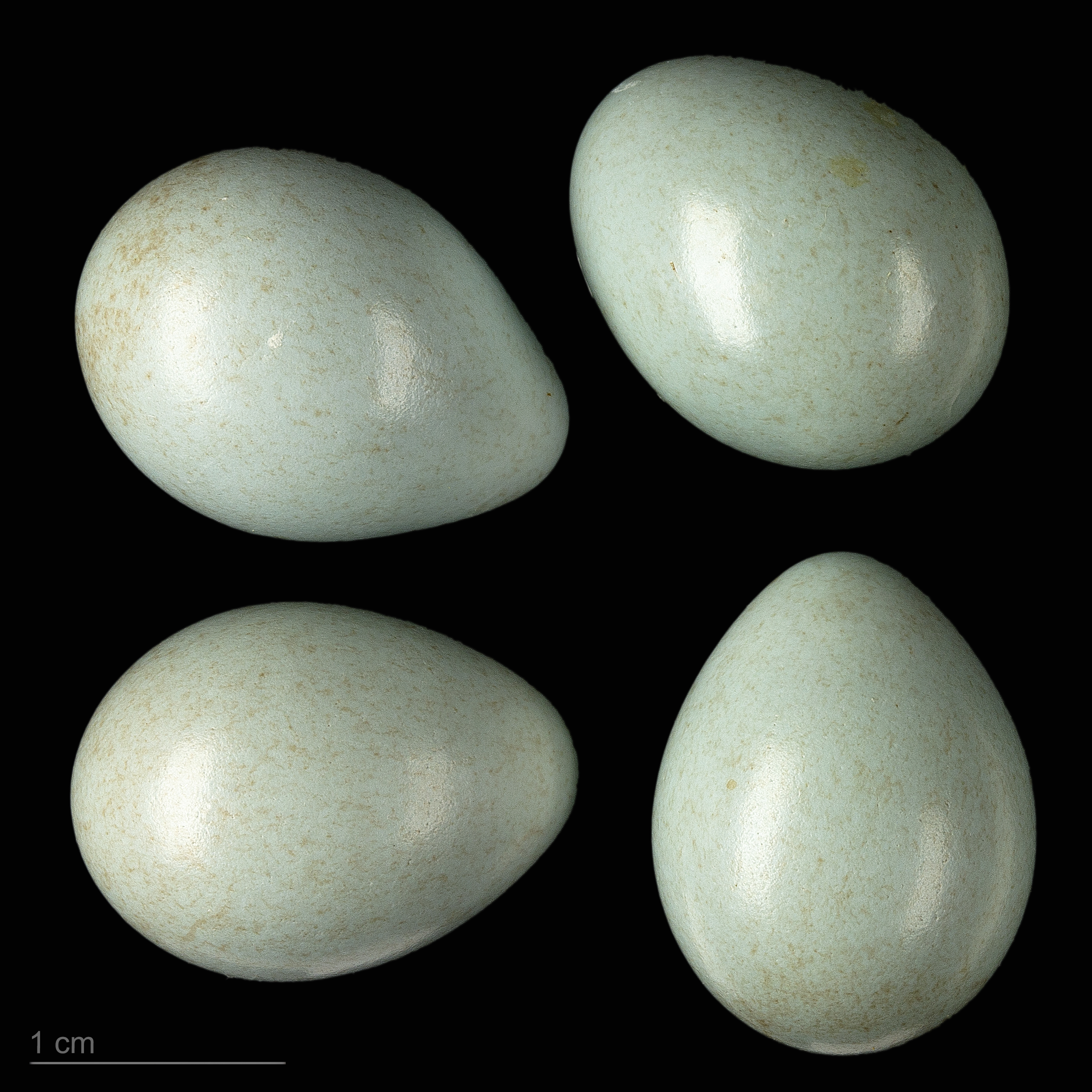
Яйце Saxicola rubetra, Тулузький музей

Невеликий птах розміром приблизно з горобця. Маса тіла 16—24 г, довжина тіла близько 13 см. У дорослого самця в шлюбному вбранні верх рудувато-бурий, з темною строкатістю; над оком біла «брова»; вуздечка, щоки та покривні пера вух чорно-бурі; від підборіддя щоку знизу окреслює біла смуга; горло, воло і боки тулуба руді; груди та черево білі, з вохристим відтінком; поздовжні смуги біля основи крил і основа покривних пер першорядних махових білі; махові пера темно-бурі; центральні стернові пера бурі, верхня частина інших стернових пер біла, кінцева — темно-бура; рудуваті з темною верхівкою пера надхвістя накривають центральну частину хвоста; дзьоб і ноги чорні; у позашлюбному вбранні пера зі світлою облямівкою; воло і боки тулуба з темною строкатістю. У дорослої самки в шлюбному оперенні «брови» вохристі; вуздечка і щоки бурі; горло, воло і груди рудуваті; на покривних перах першорядних махових білих смуг нема; в позашлюбному оперенні схожа на позашлюбного дорослого самця. Молодий птах подібний до дорослого в позашлюбному вбранні, але пера вола і грудей з темною облямівкою.
Від чорноголової трав'янки відрізняється білими (дорослий самець) або вохристими (доросла самка та молодий птах) «бровами» і білою верхньою частиною бічних стернових пер.

## Охорона
Перебуває під охороною Бернської конвенції.